# Ngeremasch
Ngeremasch (formalmente chiamata Saipan Town) è un villaggio palauano di 135 abitanti e capoluogo dello stato di Angaur.

## Infrastrutture e trasporti
Poco distante dall'abitato, vi è un piccolo aeroporto.